# Royal Football Club Momalle Hodeige
Dernière mise à jour : 3 août 2017.
La Royale Union Momalloise est un club belge de football localisé dans la commune de Momalle près de Remicourt dans la Hesbaye liégeoise. Fondé (refondé ?) en 1941, ce club porte le matricule 2947 et ses couleurs sont le jaune et le noir.
On trouve la date du 1er janvier 1941 comme date d'affiliation à l'URSBFA. Mais il s'agit très probablement d'une reconstitution (ou des suites d'une fusion) d'un club existant ou ayant existé, car un club nommé "Union momalloise" évolua dans les séries nationales en 1934.
Au total, le club a évolué durant 14 saisons en séries nationales. Lors de la saison 2017-2018, il évolue en deuxième provinciale.

## Historique
- 1922 : 17/05/1922, Union momalloise s'affilie à l'URBSFA, comme club "Adhérent". Il est reconnu "Effectif" le 25/08/1922.
- 1926 : 21/12/1926, Union momalloise se voit attribuer le matricule 184.

- 1934 : Union momalloise accède pour la première fois aux séries nationales. L'expérience ne dure qu'une saison.

- 1938 : 07/09/1938, Union momalloise démissionne de l'URBSFA. Le matricule 184 est supprimé.

- 1941 : 01/01/1941, Fondation de Union momalloise. Très probablement la reconstitution de l'ancien « matricule 184 » (ayant arrêté en 1938).
- 1941 : 28/06/1941, Union momalloise s'affilie à l'URSBFA qui lui attribue le matricule 2947.
- 1962 : Réapparition de Union momalloise (2947) en séries nationales.
- 1963 : Union momalloise (2947) élimine le R. RC tournaisien au 4e tour de la Coupe de Belgique nouvellement recréée et dont le RC Tournai est le tenant du trophée depuis 1956.
- 1991 : 01/07/1991, Union momalloise (2947) fut reconnue Société royale et prit le nom de Royale Union momalloise (2947), le 10/01/1991.
- 2013 : Le club s'installe dans l'entité voisine d'Hodeige et prend le nom de Royal Football Club Momalle Hodeige (2947) le 27 avril 2013.

## Résultats dans les divisions nationales
Statistiques mises à jour le 30 juin 2010

### Bilan
| Niv | Divisions     | Jouées | Titres | TM Up | TM Down |
| --- | ------------- | ------ | ------ | ----- | ------- |
| I   | 1re nationale | 0      | 0      |       |         |
| II  | 2e nationale  | 0      | 0      |       |         |
| III | 3e nationale  | 1      | 0      |       |         |
| IV  | 4e nationale  | 13     | 0      |       | 1       |
| V   | 5e nationale  | 0      | 0      |       |         |
|     |               |        |        |       |         |
|     | TOTAUX        | 14     | 0      | 0     | 1       |

- TM Up : test-match pour départager des égalités, ou toutes formes de Barrages ou de Tour final pour une montée éventuelle.
- TM Down : test-match pour départager des égalités, ou toutes formes de Barrages ou de Tour final pour le maintien.

### Saisons
| Ordre | Saison  | Nom du club      | Niveau                 | Classement final | Remarques              |
| ----- | ------- | ---------------- | ---------------------- | ---------------- | ---------------------- |
| 1     | 1934-35 | Union momalloise | Promotion (D3) série D | 13e/14           | Relégué !              |
|       |         |                  |                        |                  | séries régionales      |
| 2     | 1962-63 | Union momalloise | Promotion série A      | 9e/16            |                        |
| 3     | 1963-64 | Union momalloise | Promotion série D      | 8e/16            |                        |
| 4     | 1964-65 | Union momalloise | Promotion série A      | 13e/16           |                        |
| 5     | 1965-66 | Union momalloise | Promotion série B      | 11e/16           |                        |
| 6     | 1966-67 | Union momalloise | Promotion série A      | 12e/16           |                        |
| 7     | 1967-68 | Union momalloise | Promotion série D      | 13e/16           |                        |
| 8     | 1968-69 | Union momalloise | Promotion série D      | 14e/16           | Relégué !              |
|       |         |                  |                        |                  | séries provinciales    |
| 9     | 1978-79 | Union momalloise | Promotion série D      | 10e/16           |                        |
| 10    | 1979-80 | Union momalloise | Promotion série B      | 4e/16            |                        |
| 11    | 1980-81 | Union momalloise | Promotion série C      | 8e/16            |                        |
| 12    | 1981-82 | Union momalloise | Promotion série D      | 10e/16           |                        |
| 13    | 1982-83 | Union momalloise | Promotion série D      | 16e/16           | Relégué !              |
|       |         |                  |                        |                  | séries provinciales    |
| 14    | 1984-85 | Union momalloise | Promotion série D      | 14e/16           | Test-match nécessaire. |
| 15    | 2021-22 | R.U.Momalloise   | Provinciale II série A | 6e/16            | Tour final raté        |

### Sources et liens externes
- (nl) « Fiche de l'équipe », sur Belgian Soccer Database

- Dictionnaire des Clubs de football belges affiliés à l'URBSFA (éditions Foot centenaire)